# Parabita
Parabita – miejscowość i gmina we Włoszech, w regionie Apulia, w prowincji Lecce.
Według danych na rok 2004 gminę zamieszkiwały 9552 osoby, 477,6 os./km².